# 亚当·塞罗琴斯基
亚当·塞罗琴斯基（波蘭語：Adam Seroczyński，1974年3月13日—），波兰男子皮划艇运动员。他曾代表波兰参加2000年、2004年和2008年夏季奥林匹克运动会皮划艇比赛，其中2000年奥运会获得一枚铜牌。